# 稲葉三千男
稲葉 三千男（いなば みちお、1927年（昭和2年）3月10日 - 2002年（平成14年）9月8日）は、日本の社会学者、政治家。東京大学名誉教授。元東京都東久留米市長（3期）。位階は正四位。勲等は勲三等瑞宝章。
東久留米市議会議員の間宮みきは次女。

## 来歴
福岡県福岡市生まれ。広島県立広島商業学校、第一高等学校 (旧制)を経て、1953年、東京大学文学部社会学科卒業。東京大学大学院社会科学研究科社会学専門課程（Ｂ）新聞学に進学、在学中1958年より東京大学新聞研究所（現東京大学大学院情報学環・学際情報学府）助手。1962年に助教授、1972年に教授に昇格し、1980年から1984年まで、新聞研究所長を務めた。新聞研究所、および大学院社会科学研究科（後に社会学研究科）において、コミュニケーション理論、マス・コミュニケーション理論の講義を担当。1987年、東京大学を定年退職後、東京国際大学教授に着任。
1990年1月、東久留米市長選挙に無所属で出馬し、初当選を果たした。当時、既に革新自治体のブームは過ぎ去っており、国政では日本共産党、日本社会党は必ずしも協力関係にはなかったものの、地方選挙では社共共闘が存続しており、稲葉も社共の支持を受けた革新系統一候補であった。1994年、東久留米市長再選。1998年の東久留米市長選で3選を果たしたが、2001年12月、体調不良を理由に3期目の任期をわずかに残して東久留米市長を辞任した。2002年9月8日、心不全のため75歳で死去。没後、正四位に叙され、勲三等瑞宝章を受章した。

## 人物
東大定年前後以降の論文集やドレフュス事件関連研究は、主に創風社を発表媒体としていたが、同社社長千田顕史は青木書店の元社員で、稲葉とは青木書店以来のつきあいがあった。

## 著書

### 単著
- 『現代マス・コミュニケーションの理論』青木書店、1975年
- 『現代マスコミ論』青木書店、1976年
- 『現代ジャ−ナリズム批判』青木書店、1977年
- 『ドレフュス事件とゾラ: 抵抗のジャ−ナリズム』青木書店、1979年
- 『NHK受信料を考える』青木書店、1985年 ISBN 978-4250850431
- 『マスコミの総合理論』創風社、1987年 ISBN 978-4915659096
- 『メディアの死と再生: 青い地平をみつめて』平凡社、1987年 ISBN 978-4582738032
- 『コミュニケーション発達史』創風社、1989年
- 『コミュニケーションの総合理論』創風社、1992年 ISBN 978-4915659461
- 『ドレフュス事件とエミール・ゾラ 1897年』創風社、1996年 ISBN 978-4915659850
- 『ドレフュス事件とエミール・ゾラ 告発』創風社、1999年 ISBN 978-4883520206

### 共編著
- 『マス・コミュニケーション入門』（日高六郎、佐藤毅と）有斐閣双書、1967年
- 『新聞学』（新井直之ほかと）日本評論社

初版1977年 ISBN 978-4492010280、新版1988年 ISBN 978-4535577404、第3版1995年 ISBN 978-4535581883
- 『マスコミ用語辞典』（内川芳美と）東洋経済新報社、1982年 ISBN 978-4492010280
- 編『メディア・権力・市民』青木書店、1981年
- 編『マスコミの同時代史』平凡社、1985年 ISBN 978-4582742039

### 訳著
- エミール・ボワヴァン『新聞の歴史』（城戸又一と共訳）白水社・文庫クセジュ、1961年
- ガブリエル・タルド『世論と群衆』未來社、1964年、新装版1989年 ISBN 978-4624400347
- フェルナン・テルー『報道』白水社・文庫クセジュ、1966年
- G・H・ミード『精神・自我・社会　現代社会学大系10』（滝沢正樹、中野収と共訳）青木書店 1973年、復刻版2005年 ISBN 978-4250205040
- オ−ギュスト・モーリス・バレス『国家主義とドレフュス事件』創風社、1994年 ISBN 978-4915659485
- ジョルジュ・ソレル『ドレフュス革命』創風社、1995年 ISBN 978-4915659720
- レオン・ブルム『ドレフュス事件の思い出』創風社、1998年 ISBN 978-4883520008